# ده‌نو (دیهوک)
ده‌نو روستایی در دهستان کویر بخش دیهوک شهرستان طبس استان خراسان جنوبی ایران است.

## جمعیت
بر پایه سرشماری عمومی نفوس و مسکن در سال ۱۳۹۵ جمعیت این روستا ۶۰۷ نفر (۱۹۷خانوار) بوده‌است.